# Beta Carinae
Beta Carinae (Miaplacidus, 123 Carinae) é uma estrela na direção da Carina. Possui uma ascensão reta de 09h 13m 12.24s e uma declinação de −69° 43′ 02.9″. Sua magnitude aparente é igual a 1.67. Considerando sua distância de 111 anos-luz em relação à Terra, sua magnitude absoluta é igual a −0.99. Pertence à classe espectral A2IV.